# Fleischmannia
Fleischmannia är ett släkte av korgblommiga växter. Fleischmannia ingår i familjen korgblommiga växter.

## Bildgalleri

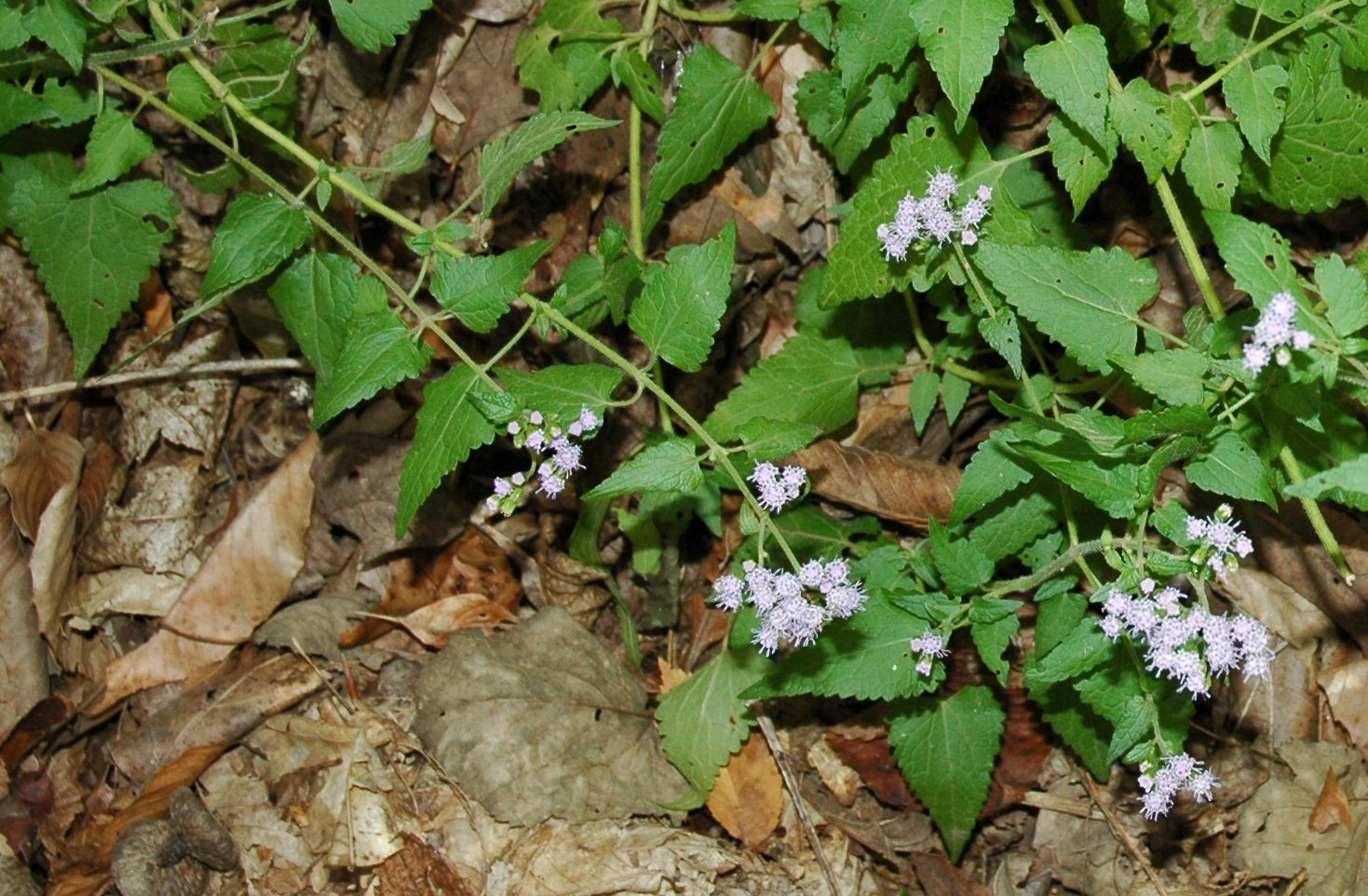
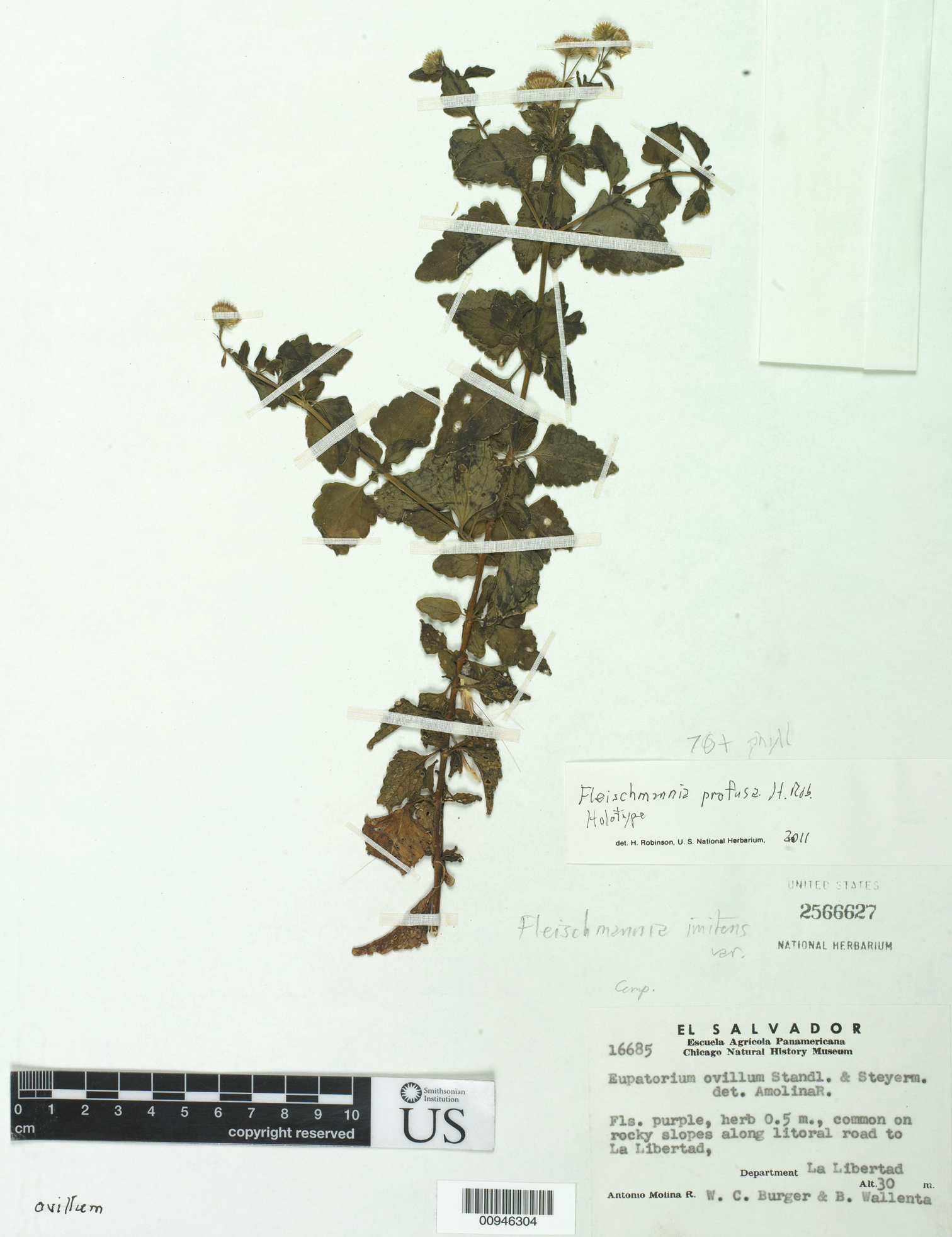

## Dottertaxa tillFleischmannia, i alfabetisk ordning[1]
- Fleischmannia allenii
- Fleischmannia altihuanucana
- Fleischmannia anisopoda
- Fleischmannia anomalochaeta
- Fleischmannia antiquorum
- Fleischmannia arguta
- Fleischmannia bergantinensis
- Fleischmannia blakei
- Fleischmannia bohlmanniana
- Fleischmannia bridgesii
- Fleischmannia cajamarcensis
- Fleischmannia capillipes
- Fleischmannia carletonii
- Fleischmannia ceronii
- Fleischmannia chiriquensis
- Fleischmannia ciliolifera
- Fleischmannia coibensis
- Fleischmannia cookii
- Fleischmannia crocodilia
- Fleischmannia cuatrecasasii
- Fleischmannia davidsmithii
- Fleischmannia deborabellae
- Fleischmannia dissolvens
- Fleischmannia diversifolia
- Fleischmannia dodsonii
- Fleischmannia ejidensis
- Fleischmannia ferreyrae
- Fleischmannia ferreyrii
- Fleischmannia fragilis
- Fleischmannia gentryi
- Fleischmannia gonzalezii
- Fleischmannia granatensis
- Fleischmannia guatemalensis
- Fleischmannia hammellii
- Fleischmannia harlingii
- Fleischmannia haughtii
- Fleischmannia hemonophylla
- Fleischmannia holwayana
- Fleischmannia huigrensis
- Fleischmannia hymenophylla
- Fleischmannia ignota
- Fleischmannia imitans
- Fleischmannia incarnata
- Fleischmannia killipii
- Fleischmannia kingii
- Fleischmannia klattiana
- Fleischmannia laxa
- Fleischmannia laxicephala
- Fleischmannia lellingeri
- Fleischmannia lithophila
- Fleischmannia lloensis
- Fleischmannia loxensis
- Fleischmannia magdalenensis
- Fleischmannia marginata
- Fleischmannia matudae
- Fleischmannia mayorii
- Fleischmannia mercedensis
- Fleischmannia microstemoides
- Fleischmannia microstemon
- Fleischmannia misera
- Fleischmannia monagasensis
- Fleischmannia multinervis
- Fleischmannia narinoensis
- Fleischmannia nix
- Fleischmannia obscurifolia
- Fleischmannia pastazae
- Fleischmannia patens
- Fleischmannia pennellii
- Fleischmannia petiolata
- Fleischmannia plectranthifolia
- Fleischmannia polopolensis
- Fleischmannia porphyranthema
- Fleischmannia pratensis
- Fleischmannia purpusii
- Fleischmannia pycnocephala
- Fleischmannia pycnocephaloides
- Fleischmannia quirozii
- Fleischmannia remotifolia
- Fleischmannia rhodotephra
- Fleischmannia rivulorum
- Fleischmannia sagasteguii
- Fleischmannia salina
- Fleischmannia saxorum
- Fleischmannia schickendantzii
- Fleischmannia seleriana
- Fleischmannia sideritides
- Fleischmannia sinaloensis
- Fleischmannia sinclairii
- Fleischmannia sonorae
- Fleischmannia soratae
- Fleischmannia splendens
- Fleischmannia steyermarkii
- Fleischmannia tamboensis
- Fleischmannia trinervia
- Fleischmannia tysonii
- Fleischmannia vargasii
- Fleischmannia viscidipes
- Fleischmannia yungasensis
- Fleischmannia zakii